# Aldeanueva de la Vera
Aldeanueva de la Vera település Spanyolországban, Cáceres tartományban. Aldeanueva de la Vera Cabezuela del Valle, Cuacos de Yuste, Guijo de Santa Bárbara, Jarandilla de la Vera, Jerte, Garganta la Olla és Tornavacas községekkel határos. Lakosainak száma 1997 fő (2024).

## Népesség
A település népessége az elmúlt években az alábbi módon változott:
| Lakosok száma | 2485 | 2385 | 2304 | 2275 | 2216 | 2163 | 2150 | 2066 | 2035 | 1997 |
|               | 2001 | 2004 | 2006 | 2009 | 2011 | 2014 | 2016 | 2019 | 2021 | 2024 |